# Pierre Boulanger (Schauspieler, 1987)

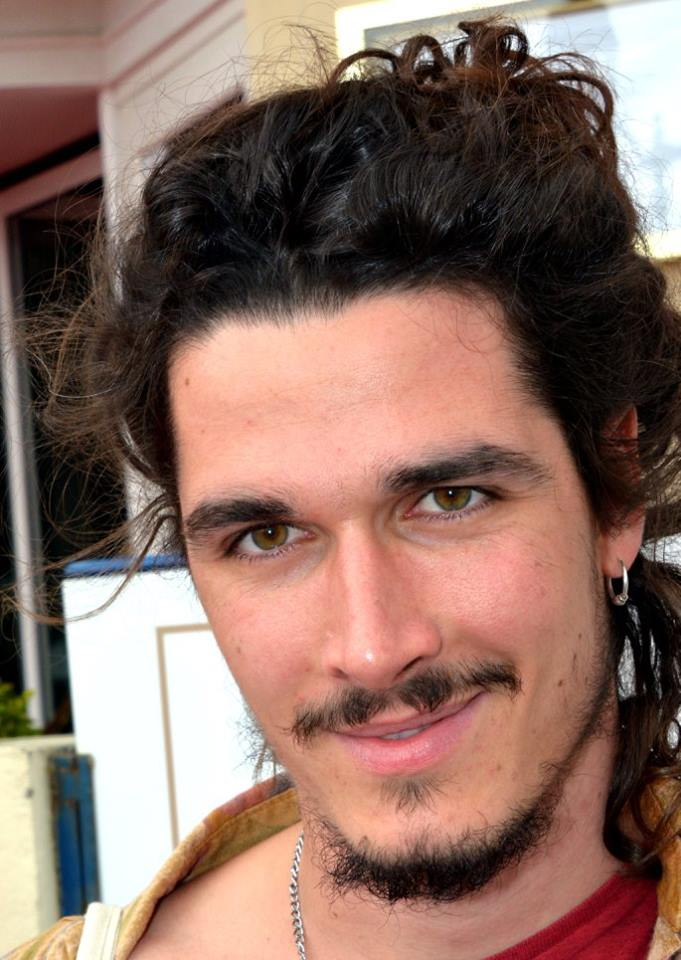
Pierre Boulanger (2018)

Pierre Boulanger (* 8. August 1987 in Paris) ist ein französischer Schauspieler und Regisseur.

## Leben
Schon als Teenager wirkte Boulanger in Filmen mit. Der Durchbruch gelang ihm 2003 mit dem Film Monsieur Ibrahim und die Blumen des Koran, in dem er den jungen Moses alias Momo spielt.
Einen weiteren Erfolg erzielte er in dem Film School’s Out – Schule war gestern (Nos 18 ans) von Frédéric Berthe. In diesem Film verkörpert er den 18-jährigen Richard. Er besetzt neben Théo Frilet und Valentine Catzeflis eine der Hauptrollen.
Neben der Schauspielerei inszeniert Boulanger auch Kurzfilme. Sein in Saint-Étienne gedrehter Teenager-Film Bye bye les puceaux (übersetzt etwa Tschüss Jungfrauen) lief 2018 auf dem Festival du Court-Métrage de Clermont-Ferrand.
Boulanger lebt mit seiner Familie in Paris.

## Filmografie (Auswahl)
Schauspieler

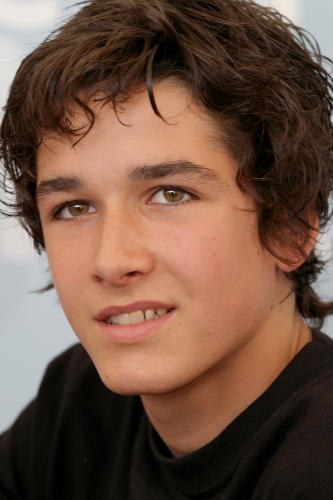
Pierre Boulanger (2003)

- 2003: Monsieur Ibrahim und die Blumen des Koran (Monsieur Ibrahim et les fleurs du Coran)
- 2004: Louis Page: Un vieil ami (Fernsehfilm)
- 2004: Im Kopf des Mörders (Dans la tête du tueur) (Fernsehfilm)
- 2004: Le grand vent
- 2005: Les visages d’Alice
- 2005: Le proc: Danger Public (Fernsehfilm)
- 2005: Sauveur Giordano: L’envers du décor (Fernsehfilm)
- 2005: Poids plume
- 2006: Commissaire Cordier: Grain de sel (Fernsehfilm)
- 2006: Camping paradis (Fernsehfilm)
- 2007: Les camarades (Fernsehfilm)
- 2007: Mon âme coûte 20 Euro
- 2008: School’s Out – Schule war gestern (Nos 18 ans)
- 2008: La mort dans l’île (Fernsehfilm)
- 2009: Beauregard (Fernsehfilm)
- 2011: Plötzlich Star (Monte Carlo)
- 2013: Wrong Identity – In der Haut einer Mörderin (Trap for Cinderella)
- 2014: God Help the Girl
- 2014: Les révoltés
- 2015: Rendez-Vous
- 2015: Road Games – Steig’ nicht ein (Road Games)
- 2018: 7 Tage in Entebbe (7 Days in Entebbe)

Regisseur
- 2017: Nuit froide (Kurzfilm)
- 2018: Bye Bye les puceaux (Kurzfilm)
- 2019: Paye ta robe (Kurzfilm)